# Henryk I z Ortenburga
Henryk I z Ortenburga (ur. ok. 1170, zm. 15 lutego 1241) – hrabia Ortenburga.

## Życiorys
Henryk I był najmłodszym dzieckiem hrabiego Rapoto I z dynastii Ortenburgów. Wraz z bratem Rapoto II został razem z dziećmi Fryderyka Barbarossy podczas sejmu Rzeszy w Ratyzbonie w 1184 pasowany na rycerza.
Po śmierci ojca w wyniku podziału dóbr z bratem otrzymał posiadłości w Nordgau wraz z Murach, hrabstwem Ortenburg i niektórymi dobrami w Rottal. Posiadłości w okręgu Rottach wraz z hrabstwem Krainburg, Rattal i Chiemgau przypadły jego bratu. Ten podział jest ważny gdyż po wygaśnięciu linii hrabiowskiej w 1248 ród je utracił.
W 1206 Henryk I wraz z biskupem pasawskim założył miasto Vilshofen an der Donau.
W 1217 prawdopodobnie wyruszył do Palestyny. Brak jest na ten temat dokładnych informacji.
W 1229 cesarz Fryderyk II wystawił dokument, w którym nadał Henrykowi regale górnicze. W tym akcie hrabstwo Ortenburg jest po raz pierwszy wymienione jako lenno Rzeszy.
Dobra Henryka powiększyły się w 1223 i 1232, gdy hrabia Dypold von Leuchtenberg, panowie von Höhnberg i Henryk von Altendorf (z rodu hrabiów Leonberg) zastawili mu swoje bogate posiadłości, m.in. zamek Leuchtenberg, dobra w Höchstadt an der Aisch, zamek Pfaffenhofen w Nordgau, dobra w okolicach Mühlbach, Neustadt i Neumarkt in der Oberpfalz. Dobra Henryka rozciągały się od Rottal do Tirschenreuth wzdłuż czeskiej granicy.
W 1230 Henryk I wraz z bratem Rapoto II wyruszył w orszaku cesarza Fryderyka II do Italii na rozmowy w sprawie pokoju z papieżem Grzegorzem IX.
W 1238 Henryk I podarował swoje dobra wokół Niedermurach swoim trzem młodszym synom i drugiej żonie Rychgardzie.
Henryk wraz z bratem Rapoto II i bratankiem Rapoto III mieli wiele zatargów z sąsiadami, m.in. z hrabiami Bogen (1192, 1199, 1212, 1216) i biskupami pasawskimi Wolfgarem (1199) i Mangoldem (1222). Często także wraz z bratem gościł na sejmach Rzeszy i cesarskich Hoftagach.

## Rodzina
Henryk I był dwukrotnie żonaty. Jego pierwszą żoną była Bożysława, córka króla Czech Przemysła Ottokara I i jego pierwszej żony Adelajdy Miśnieńskiej Z tego małżeństwa pochodziło czworo dzieci:
- Elżbieta (zm. 1272), żona Gebharda IV (zm. 1279), hrabiego Leuchtenberg
- Henryk II z Ortenburga (zm. 4 lutego 1257), hrabia Ortenburga
- Anna (zm. 1239), żona Fryderyka IV (zm. 30 sierpnia 1274), hrabiego Truhendingen
- Osanna (zm. 17 stycznia 1288), żona Konrada von Ehrenfels

Drugą żoną Henryka I była Rychgarda, córka margrabiego Dypolda von Hohenburg. Z tego małżeństwa pochodziło troje dzieci:
- Gebhard z Ortenburga (zm. 1275), hrabia Ortenburg i hrabia Murach
- Rapoto IV z Ortenburga (zm. 1296), hrabia Ortenburg i hrabia Murach, żona Kunegunda, córka Diethalma von Bruckenberg
- Dypold z Ortenburga (zm. sierpień 1285)

## Literatura
- Friedrich Hausmann, Die Grafen zu Ortenburg und ihre Vorfahren im Mannesstamm, die Spanheimer in Kärnten, Sachsen und Bayern, sowie deren Nebenlinien, [w:] Ostbairische Grenzmarken - Passauer Jahrbuch für Geschichte Kunst und Volkskunde, nr 36, Passau / 1994.
- Eberhard Graf zu Ortenburg-Tambach, Geschichte des reichsständischen, herzoglichen und gräflichen Gesamthauses Ortenburg - Teil 1: Das herzogliche Haus in Kärnten., Vilshofen / 1932.
- Eberhard Graf zu Ortenburg-Tambach, Geschichte des reichsständischen, herzoglichen und gräflichen Gesamthauses Ortenburg - Teil 2: Das gräfliche Haus in Bayern, Vilshofen / 1932.